# Ośrodek pneumotaksji
Ośrodek pneumotaksji (ang. pneumotaxic center, pontine respiratory group, PRG) – zgrupowanie neuronów w przednio-bocznej części mostu, pełniące funkcję antagonistyczną do ośrodka apneustycznego, cyklicznie hamując wdech. Składa się z jądra Köllikera-Fusego i jądra przyśrodkowego okołoramiennego.
Uszkodzenie tego ośrodka prowadzi do zwiększenia głębokości wdechu i zwolnienia rytmu oddechowego.